# آمال علوان
أمال علوان ممثلة ومخرجة وأستاذة جامعية تونسية. هي أخت المطرب رشدي علوان .انطلقت بالتمثيل من المسرح فقدمها أثرها في 1993 حمادي عرافة بدور بطولة في مسلسل "وردة" .في 1997 أدت دور مهم في شريط تلفزي"ريح الفرنان" وبرزت بعدها :في مسلسل "عشقة وحكايات" ، مسلسل "عنبر الليل" ، مسلسل "منامة عروسية "، فيلم "صندوق عجب" ، مسلسل "شمس وظلال"، مسلسل "دروب المواجهة"،مسلسل"جاري يا حمودة"،مسلسل "شرع الحب"،مسلسل "اولاد اليوم،مسلسل "صيد الريم"،مسلسل "أقفاص بلا طيور"،المسلسل المصري"ماتخافوش" بالجزء الذي صور في تونس،مسلسل "عنقود الغضب"،مسلسل "ليام" في سنة 2016 مسلسل "وردة وكتاب"

## فيلموغرافيا

### السينما
- 2002 : صندوق عجب لرضا الباهي بدور والدة رؤوف.
- 2010 : سحب (فيلم قصير) لنجوى سلامة الإمام.

### الأعمال التلفزية

#### المسلسلات التونسية
- 1993 : وردة لحمادي عرافة بدور وردة.
- 1999 : عنبر الليل لالحبيب المسلماني بدور حبيبة.
- 2000 : منامة عروسية لصلاح الدين الصيد بدور مرشدة إجتماعية.
- 2002 : دروب المواجهة لعبد القادر الجربي وعبد القادر بن الحاج نصر.
- 2002 : شمس وظلال لعز الدين الحرباوي وجمال شمس الدين.
- 2004 : لوتيل لصلاح الدين الصيد.
- 2004 : جاري ياحمودة لعبد الجبار البحوري وعفيف اللقاني ولطفي بندقة بدور صحراء شهرت سحر.
- 2005 : شرع الحب لحمادي عرافة والمنصف الأزعر بدور مفيدة.
- 2006 : أولاد اليوم لمحمد دمق وطاهر الفازع بدور سعاد.
- 2008 : فرنكولوجيا (ميني سيتكوم) لمحمد الهادي الحناشي.
- 2008 : صيد الريم لعلي منصور ورفيقة بوجدي بدور آمال.
- 2009 : أقفاص بلا طيور لعز الدين الحرباوي ونبيل بالسيدة وجمال شمس الدين بدور نعيمة.
- 2012 : عنقود الغضب لنعيم بن رحومة وهشام العكرمي وعبد القادر بن الحاج نصر بدور فطومة.
- 2013 : ليام لخالد البرصاوي وجميل النجار وخلف الله الخلصي وطاهر الفازع ودنيا الفازع.
- 2014 : نسيبتي العزيزة (ضيفة شرف الحلقتين 10 و 13 من الموسم 4) لصلاح الدين الصيد ويونس الفارحي بدور بلقيس.
- 2016 : وردة وكتاب لأحمد رجب بدور سميرة.
- 2017 : أولاد مفيدة (الموسم 3) لسامي الفهري وسوسن الجمني بدور سنية.

#### المسلسلات الأجنبية
- 2009 : ما تخافوش ليوسف شرف الدين مع الممثل نور الشريف بدور كاملة أبو زيد.
- 2010 : فرح العمدة لأحمد صقر ومصطفى إبراهيم بدور مادلين.
- 2015 : إنكسار الصمت لأنيس الأسود.

#### الأفلام التلفزية
- 1997 : ريح الفرنان لحمادي عرافة ونور الدين الورغي.